# Lydia (álbum)
Lydia es el quinto álbum de estudio de la banda estadounidense Cold Blood. Fue publicado en julio de 1974 a través de Warner Bros. Records.

## Grabación y contenido
Las sesiones de grabación del álbum tuvieron lugar en dos estudios diferentes de Estados Unidos. Ron Capone se desempeñó como ingeniero de audio en las sesiones de Trans Maximus Sound Studios; allí la banda grabó las canciones «Consideration», «I Only Wanted Someone to Hear Me» y «You're Free Lovin' Me». El resto de las canciones fueron grabadas por el ingeniero Robert Appére en Clover Recorders, en Hollywood, California. Lydia contenía diez canciones. Steve Cropper, además de producir el álbum, compuso dos canciones.

## Lista de canciones
| Lado uno |                                |                                  |          |  |
| N.º      | Título                         | Escritor(es)                     | Duración |  |
| 1.       | «Ready to Live»                | Paul Tillman Smith Lonnie Hewitt | 5:22     |  |
| 2.       | «Simple Love Life»             | P. Smith Raoul Smith             | 3:15     |  |
| 3.       | «Under Pressure»               | Fred Gowdy Larry Wilkins         | 3:27     |  |
| 4.       | «When My Love Hand Comes Down» | Gloria Jones Pam Sawyer          | 4:20     |  |
| 5.       | «When It's Over»               | Artie Wayne                      | 2:30     |  |

| Lado dos |                                    |                        |          |  |
| N.º      | Título                             | Escritor(es)           | Duración |  |
| 1.       | «Considerations»                   | Steve Cropper          | 3:34     |  |
| 2.       | «I Only Wanted Someone to Hear Me» | Dee Presley Allan Rush | 3:51     |  |
| 3.       | «You're Free Lovin' Me»            | Cropper Carl Marsh     | 3:48     |  |
| 4.       | «Come Back into My Life Again»     | Billy Ray Charles      | 3:39     |  |
| 5.       | «Just Like Sunshine»               | P. Smith Raul Matute   | 4:39     |  |

## Créditos y personal
Créditos adaptados desde las notas de álbum de Lydia.
Músicos
- Lydia Pense – voz principal, coros (3)
- Raul Matute – órgano, piano eléctrico (6–8), clavinet (1–5, 9, 10)
- Tommy Cathey – bajo eléctrico (6–8)
- Michael Sasaki – guitarra líder
- Joe Williams – batería (6–8)
- Paul Cannon – guitarra (6–8)
- Steve Cropper – guitarra (6–8)
- Smith Dobson – piano, piano eléctrico (1–5, 9, 10)
- Gaylord Birch – batería (1–5, 9, 10)
- Rod Elliott – bajo eléctrico (1–5, 9, 10)
- Danny Kootch – guitarra (1–5, 9, 10)
- Bobbye Hall – conga, percusión (1–5, 9, 10)
- David Luell – saxofón alto, tenor y barítono (1–5, 9, 10)
- Chuck Bennett – trombón (1–5, 9, 10)
- Max Haskett – trompeta (1–5, 9, 10)
- Paul Hubinon – trompeta (1–5, 9, 10)
- Chuck Findley – trompeta (1–5, 9, 10)
- Bobby Shew – trompeta (1–5, 9, 10)
- Jim Horn – saxofón tenor, flauta (3)
- Don Menza – saxofón tenor, flauta, flautín (1–5, 9, 10)
- Peter Christlieb – saxofón tenor, flauta, flautín (1–5, 9, 10)
- Brooks Hunnicutt – coros (1, 2, 4–10)
- Gwen Edwards – coros (1, 2, 4–10)
- Brenda Gordon – coros (1, 2, 4–10)
- Tish Smith – coros (1, 2, 4–10)
- Pat Coulter – coros (1, 2, 4–10)
- Smith Dobson – coros (3)
- Max Haskett – coros (3)

Personal técnico
- Steve Cropper – productor
- Ron Capone – ingeniero de audio (6–8)
- Robert Appére – ingeniero de audio (1–5, 9, 10), mezclas
- Herb Greene – fotografía

## Posicionamiento
| Gráfica (1974)                            | Pico de posición |
| ----------------------------------------- | ---------------- |
| Estados Unidos (Billboard Top LPs & Tape) | 126              |